# Estación Pitrufquén
Pitrufquén es una estación ferroviaria ubicada en la comuna chilena de Pitrufquén, en la Región de la Araucanía, que es parte de la Línea Troncal Sur. Desde el 16 de junio de 2023 la estación presta servicios para el Tren Temuco-Pitrufquén.

## Historia
Con la llegada del ferrocarril hasta Temuco el 1 de enero de 1893, nuevos proyectos surgieron para seguir la extensión del ferrocarril hacia el sur. Esto llevó a la extensión de las vías del ferrocarril hasta la localidad de Pitrufquén, donde su estación y edificios comenzaron a ser construidos en julio de 1898 siendo inaugurada el 1 de noviembre de 1898.
El mandato de la construcción del ferrocarril entre Pitrufquén y Antilhue para conectar el ferrocarril de Valdivia-Osorno fue comandado en 1888; sin embargo debido a que la empresa encomendada no pudo desarrollar las obras, en 1899 el Estado hizo estudios para la construcción de este tramo del longitudinal Sur. Se decidió que el trabajo se realizaría entre los tramos Pitrufquén-Loncoche y Loncoche-Antilhue. Los trabajos comenzaron en ambas secciones el 10 de octubre de 1899. El 15 de marzo de 1905 se terminaron las obras del ramal, excepto un túnel. El 28 de marzo de 1906 se entrega para la explotación provisoria el tramo de ferrocarril entre Pitrufquén y Antilhue; y el ferrocarril desde esta estación hasta Antilhue es inaugurado el 11 de marzo de 1907.
Ha sido punto de partida del Tren de la Araucanía en uno de sus viajes hacia el Museo Pablo Neruda, en la Casa de Máquinas de Temuco.
El 18 de agosto de 2016, un tren de carga de 700 metros de largo con 40-50 vagones enganchados, contenedores de cloruro de sodio, petróleo y soda cáustica, transitaba sobre el puente Toltén (que está a 1 km de la estación), cuando la parte central de este colapsó, cayendo al río junto con 7 vagones. El resto de los vagones junto a los operarios del tren salieron ilesos.

### Reactivación
En junio de 2023, el presidente Gabriel Boric anunció la implementación de tres denominados trenes de cercanía 30/30, dentro de los que se encuentra el Tren Temuco-Pitrufquén.
El 16 de junio fue inaugurado el servicio Temuco-Pitrufquén con la presencia del presidente Gabriel Boric, el ministro de Obras Públicas Juan Carlos Muñoz y autoridades locales.

## Infraestructura
El edificio que correspondía a la estación ya no existe, y solo queda la bodega. Con la habilitación del tren Temuco-Pitrufquén, se habilitaron una parada con accesibilidad universal, un pequeño refugio, iluminación, y un andén con bancas y al nivel del tren.